# Гресија (Телеорман)
Гресија (рум. Gresia) насеље је у Румунији у округу Телеорман у општини Стежару. Oпштина се налази на надморској висини од 93 m.

## Становништво
Према подацима из 2002. године у насељу је живело 141 становника, од којих су сви румунске националности.